# Зона 2 (район Милана)
Зона 2 — одна из девяти зон (городских районов) Милана, которая примыкает к центру города с северо-востока.

## Описание
Территория зоны 2 исторически располагалась на пересечении важных торговых путей Милана — в частности, дорог на Монцу, Венецию и другие крупные города северо-восточной Италии.
В 19-м веке большую роль в транспортном сообщении Милана играл 38-километровый канал Навильо Мартезана, который проходил через нынешнюю территорию зоны 2. После строительства железных дорог они взяли на себя большую часть функций канала. Центральный вокзал Милана — крупнейший железнодорожный вокзал Милана, расположен в одноименном квартале зоны 2.
В начале 20-го века северо-восточные районы Милана быстро превратились из сельской местности в промышленную окраину города, и столкнулись с резким притоком населения. В середине 20-го века, с выносом промышленных предприятий за городскую черту, зона 2 преобразилась, став преимущественно «спальным» районом и местом развития сферы услуг. В последние годы зона 2 характеризуется высокой концентрацией иммигрантов (самый высокой в Милане), что привело к формированию многонациональных кварталов, в частности в районе Лорето.
Зона 2 имеет разнообразный ландшафт, который включает в себя современные небоскребы, старинные миланские кварталы, роскошные виллы на берегу канала Навильо Мартезана, восстановленные деревенские дома, заброшенные фабрики, заводы и современные жилые районы.

## Внутреннее деление
В зоне 2 находятся кварталы Adriano, Crescenzago, Gorla, Greco, Loreto, Maggiolina, Mandello, Mirabello, Ponte Seveso, Porta Nuova, Precotto, Stazione Centrale, Turro и Villaggio dei Giornalisti.
Многие из этих районов были независимыми коммунами вплоть до первых десятилетий 20-го века, прежде чем вошли в состав города Милана. Это нашло своё отражение в том, что многие из них имеют структуру малых городов, а не типичных районов мегаполиса.

## Транспорт
Станции Миланского метро:
- Линия M1: Gorla, Pasteur, Precotto, Rovereto, Sesto Marelli, Turro и Villa San Giovanni.
- Линия M2: Centrale FS.
- Линия M3: Centrale FS, Repubblica и Sondrio.

Железнодорожные станции:
- Центральный вокзал Милана — крупнейший железнодорожный вокзал Милана.
- Республика[итал.]

## Достопримечательности
- Корсо Буэнос-Айрес — главная торговая улица.

### Музеи
- Мемориал Холокоста в Милане[итал.] на площади Эдмонда Сафра, открылся 27 января 2013;
- Интерактивный музей кино — виа Флювио Тести, 121.

### Парки и скверы
- Парк делла Мартезана[итал.]
- Парк Адриано
- Парк Троттер[итал.]
- Парк Вилла Финци[итал.]
- Сквер Грегора Менделя
- Сквер Кассина де Помм
- Сквер Альдо Протти
- Парк Вилла Сан-Джованни.